# Sojus TM-30
Sojus TM-30 ist die Missionsbezeichnung für den Flug eines russischen Sojus-Raumschiffs zur russischen Raumstation Mir. Der 39. und letzte bemannte Besuch eines Raumschiffes bei der Raumstation Mir war der 30. Besuch eines Sojus-Raumschiffs und der 106. Flug im Sojusprogramm.

## Besatzung

### Hauptmannschaft
- Sergej Wiktorowitsch Saljotin (1. Raumflug), Kommandant
- Alexander Jurjewitsch Kaleri (3. Raumflug), Bordingenieur

Bis zum Flug von Sojus MS-19 im Oktober 2021 war dies der letzte Sojusflug mit rein russischer Besatzung.

### Ersatzmannschaft
- Salischan Schakirowitsch Scharipow, Kommandant
- Pawel Wladimirowitsch Winogradow, Bordingenieur

## Missionsüberblick
Saljotin und Kaleri waren die 28. und letzte Stammbesatzung der Mir.

### Außenbordtätigkeit
- Saljotin  und Kaleri
- Datum: 12. Mai 2000
- Dauer: 4 h 52 min
- Auffinden und Abdichten eines Lecks in der Außenhülle des Spektr-Moduls